# Données des dossiers passagers
Pour les articles homonymes, voir PNR.
Les données des dossiers passagers (ou PNR, pour l'anglais passenger name record) sont des données personnelles concernant tous les détails d'un voyage pour des passagers voyageant ensemble. Les États-Unis, le Canada, l'Australie et le Royaume-Uni se sont dotés d'un tel système de surveillance, le Royaume-Uni dans le cadre du programme e-Borders (en) , dont fait partie le système Semaphore et les États-Unis dans le cadre du programme US-VISIT (en). Après des années de controverses et l'abandon en 2014 d'un tel projet en Europe, la Commission des libertés civiles, de la justice et des affaires intérieures (LIBE) du Parlement européen a voté en faveur d'un tel fichier pour l'UE, à une courte majorité (32 pour, 26 contre), le 15 juillet 2015.
Leur échange entre États, ainsi que leur utilisation, pose pour la CNIL et son homologue européen, le G29, certains problèmes quant au respect de la vie privée. L'échange de ces données avec les États-Unis pose en particulier des problèmes, ces données étant bien moins protégées par la législation américaine que dans les États de l'Union européenne.
Le PNR a été enfin soumis au vote du Parlement européen le jeudi 14 avril 2016, après 12 ans de débat, et a été adopté à la faveur d'une large majorité : 461 voix pour contre 179 contre et 9 abstentions,. Il est entré en vigueur en mai 2016, mais doit encore être transposé par les parlements nationaux.

## Exposé général
Un PNR est, au départ, l'enregistrement dans une base de données des informations qu'une compagnie aérienne juge nécessaires pour établir une réservation de vol.
Ces enregistrements sont créés et conservés dans la base de données propre à la compagnie. La plupart des compagnies étant abonnées à un système central de réservation et le passager pouvant faire appel à plusieurs d'entre elles au cours d'un même itinéraire, l'AITA a défini une norme d'enregistrement permettant l'échange d'informations entre les différents systèmes.
L'utilisation des systèmes centraux de réservation est étendue à un grand nombre d'acteurs des secteurs du voyage ou du tourisme : hôteliers, loueurs de véhicule, transporteurs maritime et terrestre, etc. Ces derniers, comme les compagnies aériennes, enregistrent dans le PNR des informations supplémentaires qui peuvent permettre d'établir un profil du passager quant à ses affiliations religieuses, son état de santé, ses ressources, etc. au travers de ses préférences (type de repas), de ses demandes particulières (handicaps) ou celles des autres passagers voyageant avec lui et de ses moyens de paiement. Ce profil est d'autant plus complet que les enregistrements des bases de données ne sont que rarement effacés (lorsqu'une information est périmée, le SGBD n'en permet plus l'accès aux utilisateurs normaux du système mais ne l'efface pas. Elle reste disponible pour des utilisateurs privilégiés).
Certains pays exigent d'avoir accès aux PNR des voyageurs demandant l'entrée sur leur territoire. Le grand nombre d'informations contenues, leur protection et leur utilisation posent un problème d'accords inter-étatiques.

## Processus de création
Le PNR initial est créé dans la base de données du premier prestataire de service contacté par le voyageur. Dans de nombreux cas, surtout s'il s'agit d'une agence de voyages, il utilisera l'un des systèmes mondiaux de réservation tel qu'Amadeus, Sabre, Worldspan ou Galileo. L'enregistrement est identifié de façon unique par un champ alphanumérique de 6 caractères appelé Record Locator[réf. souhaitée] (équivalent à un numéro de réservation ou de dossier). En principe, cet identifiant, indispensable pour le bon fonctionnement d'une base de données, est interne au SGBD (système de gestion de base de données). La norme d'échange créée par l'AITA permet de le transmettre du système initial vers les systèmes secondaires qui contiennent les réservations d'autres prestataires mais permet aussi à ces systèmes secondaires de renvoyer toute modification vers le système initial.

## Utilisation du PNR
Le PNR permet à chaque prestataire de service de gérer ses réservations ; par exemple une compagnie aérienne pourra connaître la liste des passagers enregistrés sur un vol donné.
Le PNR étant échangé entre les systèmes de réservation concernés il en résulte que la somme des informations est accessible à l'ensemble des prestataires. Certains d'entre eux conservent ces PNR pour construire un profil du passager qui peut être utilisé pour améliorer les services mais aussi à des fins commerciales telles que le ciblage des promotions. De plus, en alimentant automatiquement un nouveau PNR à partir de données précédemment stockées il existe un risque de transfert d'informations devenues périmées et qui se voient ainsi pérennisées.
Les services de sécurité de certains pays ont vu dans le PNR une source d'informations intéressantes d'autant plus qu'il est possible de les relier entre eux. L'utilisation du PNR à des fins autres que la gestion des réservations ou l'établissement d'une liste de passagers est donc envisageable et ces utilisations ainsi que la protection des informations sont un souci pour les organismes chargés de la protection des libertés individuelles.

## Contenu
Un PNR contient des données obligatoires, et éventuellement des données complémentaires.
Éléments obligatoires sans lesquels un PNR ne peut être créé :
- Nom du (ou des) passager(s) ;
- Itinéraire des passagers ;
- Informations pour contacter au moins l'un des participants du voyage ;
- Informations de tickets.

Éléments complémentaires :
- Réservations d'hôtel ;
- Réservations de voiture ;
- Certaines préférences pour les passagers, par exemple les repas pendant les vols (végétariens, kasher…).

## État du droit dans l'Union européenne
Selon les règles de l'OCDE de 1980 concernant la protection de la vie privée, et la Directive de 1995 de l'UE sur la protection des données, les données PNR ne peuvent être transférées qu'à des États qui disposent de règles de la protection de la vie privée similaires. De plus, les agences de sécurité n'ont qu'un droit d'accès au cas par cas à ces données, sur le fondement de soupçons étayés.
La directive 2004/82/CE du Conseil du 29 avril 2004 concernant l'obligation pour les transporteurs de communiquer les données relatives aux passagers, adoptée sans l'avis du Parlement européen, qui se fonde sur l'accord de Schengen, règle aussi les échanges de données PNR, dans un but officiel de lutte contre le terrorisme d'une part, et d'autre part contre l'immigration illégale, en autorisant « l'utilisation de ces données comme élément de preuve dans des procédures visant à l'application des lois et des règlements sur l'entrée et l'immigration, notamment des dispositions relatives à la protection de l'ordre public et de la sécurité nationale » (art. 12).
Jusqu'à présent, seul le Royaume-Uni a mis en place un système complet de données PNR. Bien que la Commission européenne ait proposé la création d'un tel système, au niveau européen, « Tant le contrôleur européen pour la protection des données (avis du 1er mai 2008), que l'agence des droits fondamentaux (avis du 3 décembre 2008) et le groupe de l'article 29 sur la protection des données (avis du 5 décembre 2007) ont en revanche émis des réserves sur la nécessité d'un tel système. Dans une résolution adoptée le 20 novembre 2008, le Parlement européen a reconnu que la collecte et le traitement de données pouvaient être un outil utile pour lutter contre le terrorisme. Mais il a exprimé de fortes réserves sur la nécessité et la valeur ajoutée de la proposition ».
La résolution du 20 novembre 2008 du Parlement européen a été adoptée par le Sénat français le 30 mai 2009.
Le 27 avril 2016, la directive européenne API/PNR a été adoptée.

### Avis du G29 de 2007
En novembre 2007, peu de temps après la signature d'un accord entre l'UE et les États-Unis concernant l'échange des données PNR, la Commission européenne a déposé un projet-cadre pour une nouvelle directive, qui s'alignait fortement sur l'accord de juillet 2007 avec Washington. Le G29, regroupement des autorités de protection européennes créé par l'article 29 de la directive 95/46/CE, a rendu son rapport sur cette décision-cadre en décembre 2007, critiquant notamment le manque de dispositions visant à assurer la sécurité des données personnelles quant à la vie privée.
Le G29 signale en particulier que : « Dans sa rédaction actuelle, la proposition de décision-cadre prévoit la collecte d’un grand nombre de données à caractère personnel relatives aux passagers aériens entrant ou sortant de l’UE, indépendamment du fait qu'ils soient soupçonnés ou innocents. Ces données seront ensuite conservées pendant une durée de treize ans, en vue d’un éventuel usage ultérieur, permettant ainsi le profilage des voyageurs. Cette proposition s’ajoute au relevé des empreintes digitales de tous les citoyens demandant un passeport, et à la conservation de toutes les données liées au trafic des télécommunications au sein de l’UE. (...) Un régime PNR européen ne saurait aboutir à la surveillance généralisée de tous les passagers ».
Le G29 note en outre que les États-Unis « n’ont jamais prouvé de façon concluante que la quantité considérable de données passagers collectée est véritablement nécessaire à la lutte contre le terrorisme et la grande criminalité (...) Les seules informations fondées disponibles à cette fin indiquent que les données APIS [Advanced Passengers Information System] sont davantage utilisées que les données PNR. »  Dès lors, le G29 remarque qu'il ne voit pas quel besoin les États ont d'enregistrer, outre les données APIS, les données PNR, d'autant plus que l'UE dispose déjà du Système d'information Schengen (SIS) et prépare le système européen d'identification des visas (Visa Information System – VIS), une base de données biométriques concernant les demandeurs de visa pour l'espace Schengen.
Concernant l'échange d'informations avec des États tiers, le G29 « [s'inquiète] par ailleurs de la référence à des accords internationaux faite à l’article 8, paragraphe 2, et des conséquences de la réciprocité automatique avec les pays tiers utilisant un système PNR. Il faut se rendre compte que l’existence d’un régime PNR européen pourrait inciter des régimes non démocratiques ou corrompus à exiger la communication de PNR sur la base du principe de réciprocité. Il convient dès lors de se demander si les conséquences de cette réciprocité ont été suffisamment étudiées (par ex. la détention d'informations relatives aux cartes de crédit, qui font souvent partie des données PNR, par des fonctionnaires d’un État incapable de supprimer la corruption pourrait avoir des conséquences graves). D’autre part, l’acception du terme «lutte contre le terrorisme» peut, dans certains États, être extrêmement différente de celle admise dans l’UE. La réciprocité pourrait ainsi permettre à une dictature d’établir une évaluation des risques présentés par les dissidents, à partir des données PNR ».

### Législation française
En France, la loi du 23 janvier 2006 relative à la lutte contre le terrorisme a contraint les compagnies ferroviaires, aériennes, maritimes à transmettre les données PNR à la police et à la gendarmerie, données qui peuvent être comparées avec le Fichier des personnes recherchées (FPR) ainsi qu'avec le Système d'information Schengen (SIS).
En vertu de l'art. 7 de la loi du 23 janvier 2006, un arrêté du 28 janvier 2009 a prorogé le Fichier des passagers aériens, un système de traitement automatisé de données à caractère personnel concernant « les provenances et les destinations, situées dans des États n'appartenant pas à l'Union européenne, des passagers aériens ». Les données sont conservées cinq ans, sauf celles concernant le FPR ou le SIS, qui ne seraient conservées que 24 heures. Par ailleurs, ce nouveau fichier ayant une double finalité de prévention et répression d'actes de terrorisme d'une part, et d'autre part de « lutte contre l'immigration clandestine », ces données ne peuvent être consultées, dans ce dernier cas, « que dans les vingt-quatre heures qui suivent leur transmission ».

### Législation britannique
Au Royaume-Uni, l'Immigration, Asylum and Nationality Act 2006 (IANA) va plus loin que la décision-cadre du Conseil européen concernant les données PNR, autorisant leur collecte et usage pour plus d'organismes, y compris ceux chargés du prélèvement fiscal. De plus, la loi ne s'applique pas qu'aux transporteurs aériens, comme le fait la décision-cadre, mais à tous les transporteurs quels qu'ils soient

### Accord PNR États-Unis et Union européenne
À la suite du 11 septembre 2001, le département de la Sécurité intérieure des États-Unis (DHS) a essayé d'avoir accès aux données PNR des États membres de l'Union européenne (UE). Le Congrès a voté en particulier deux lois exigeant ces données, le Aviation and Transportation Security Act (en) du 19 novembre 2001 et le Enhanced Border Security and Visa Entry Reform Act of 2002 (en). Washington a négocié un accord, en mai 2004, avec l'UE, connu sous le nom d'accord PNR États-Unis - UE.
Cependant, la Cour européenne de justice a invalidé l'accord le 30 mai 2006, .
Un nouvel accord PNR entre les États-Unis et l'UE a été signé en juillet 2007. Peu de temps après, l'administration Bush a accordé des dérogations au département de Sécurité intérieure concernant la loi de 1974 sur la vie privée (Privacy Act) en ce qui concerne l' Automated Targeting System (ATS) et le Arrival and Departure Information System (ADIS), deux bases de données informatisées du département de Sécurité intérieure — ce qui a suscité de la méfiance en Europe, y compris de la part du Contrôleur européen de la protection des données.
Enfin, Jonathan Faull, directeur général chargé de la politique de justice, de liberté et de sécurité, s'est plaint de politiques bilatérales américaines concernant les PNR. Washington avait en effet court-circuité Bruxelles en signant en février 2008 un memorandum of understanding (MOU) avec la République tchèque, en échange d'une exemption de Visa, sans concertation préalable avec Bruxelles.
Les tensions entre l'UE et les États-Unis s'expliquent largement en raison de protection inférieure accordée aux données personnelles aux États-Unis. En particulier, les étrangers ne bénéficient pas de la loi américaine de 1974 sur la protection de la vie privée. Washington a bien passé un Safe Harbor arrangement avec l'UE pour se mettre en conformité avec les directives européennes sur la protection des données personnelles, mais on considère que l'accord n'est pas suffisant. Outre la République tchèque, les États-Unis ont tenté de passer des MOU bilatéraux avec le Royaume-Uni, l'Estonie, l'Allemagne et la Grèce.
Le Parlement européen a approuvé, jeudi 19 avril 2012, le projet d'accord sur le transfert des données des passagers aériens de l'Union européenne vers les États-Unis. Les données PNR sont destinées au ministère américain de la sécurité intérieure (DHS, Department of Homeland Security), et aux agences de renseignement américaines.

## Inde
En Inde, le PNR est utilisé par Indian Railway. En général les voyageurs en ont besoin pour vérifier leurs réservations de billets de train. On obtient un numéro à 10 chiffres comme mot de passe pour entrer dans le site internet et vérifier le PNR Status.

## Sources